# 周波数カウンタ

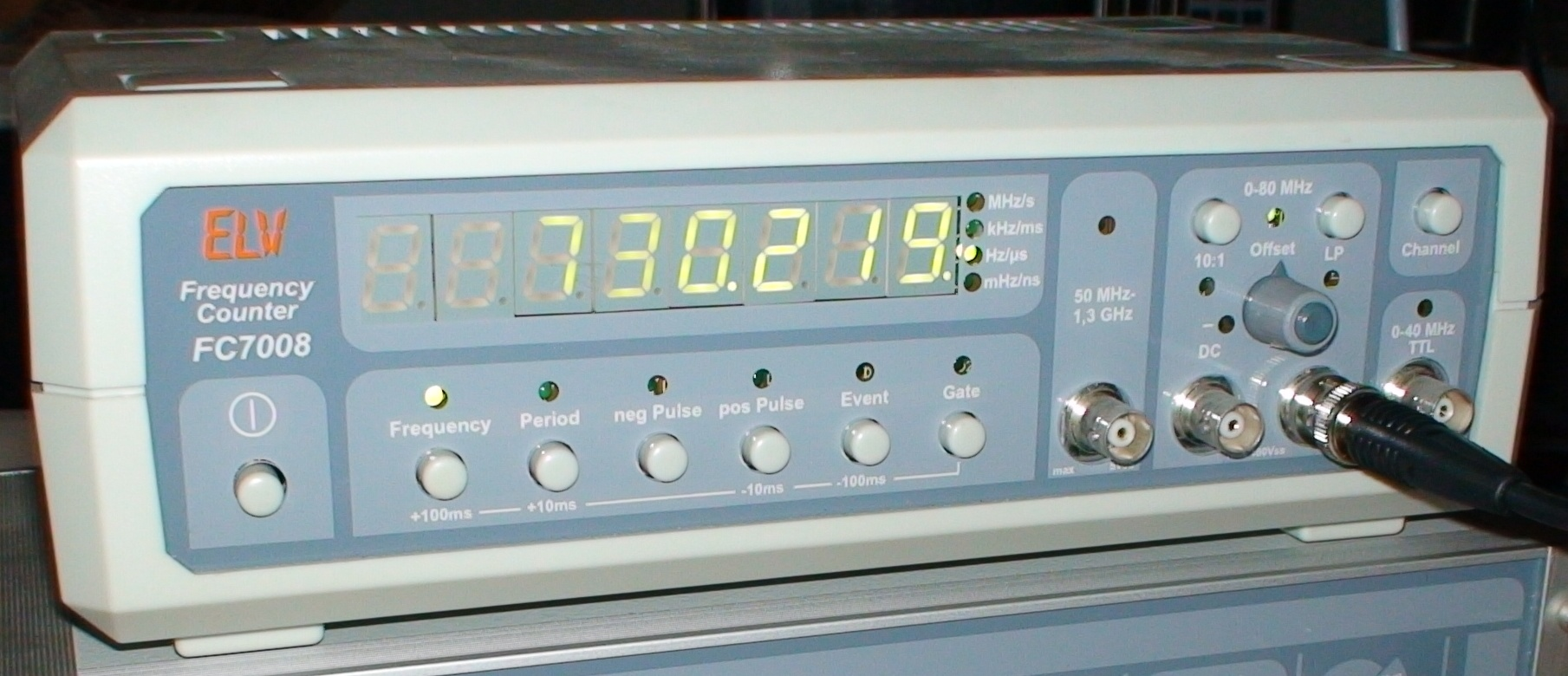
周波数カウンタ

周波数カウンタ（しゅうはすうカウンタ、英語: frequency counter）とは、電子回路で発生しているさまざまな周波数を数値として数字で表示する測定機器である。オシロスコープやデジタルマルチメータに周波数カウンタの機能が組み込まれた機種もある。

## 原理
入力された電気信号を波形変換回路と整形回路で増幅・整形したあと、計数回路で単位時間当たりの周波数を測定し、その値を数字で表示する。単位時間の計時の精度がそのまま計測の精度に影響するので、水晶振動子を用いた精密な発振回路によって計測時間を制御している。
数十MHz以上の高周波電気信号に対しては、周波数カウンタの回路全てをその周波数に対応させると測定器の回路が複雑になり、したがってコストもかかるため、プリスケーラ（分周器、あるいは分周回路）と呼ばれる回路を通して測定を行う。これは、例えば『クロックが10個入力されたら、1個のクロックを出力する』というような動作によって入力周波数を整数分の1（任意の比）に変換・出力するものである。
回路の性質上、正弦波、ないし矩形波やノコギリ波のような波形の信号では正確な計測ができるが、それ以外の信号で特にゼロクロスが余計にあると、それを余計に計数してしまい、正確な計測ができない。そのような場合は、スペクトラムアナライザの周波数カウンタ機能を使うのが有効である。